# Kisseljow-Gletscher
Der Kisseljow-Gletscher (russisch Ледник Киселёва Lednik Kisseljowa) ist ein Gletscher an der Knox-Küste des ostantarktischen Wilkesland. Er mündet in die Vincennes Bay.
Russische Wissenschaftler benannten ihn nach Jegor Kisseljow, Matrose der Wostok, Flaggschiff der ersten russischen Antarktisexpedition (1819–1821) unter der Leitung von Fabian Gottlieb von Bellingshausen.